# Lisandro Villagra
Pas d'image ? Cliquez ici

a Compétitions nationales et continentales officielles uniquement.

b Matchs officiels uniquement.
Dernière mise à jour le 7 septembre 2018.
Lisandro Villagra, né le 21 mai 1976 à Córdoba (Argentine), est un joueur de rugby international italien, évoluant au poste de demi de mêlée.

## Biographie
Argentin d'origine italienne, Lisandro Villagra a connu 2 sélections internationales en équipe d'Italie en 2000.
Formé à La Tablada en Argentine, il rejoint l'Italie en 1997, où il joue dans divers clubs avant d’arrêter sa carrière de joueur en 2018, après une dernière saison avec le club sicilien de Capoterra en Serie B à l'âge de 42 ans.

## Sélections nationales
- 2 sélections en équipe d'Italie.
- Début le 8 juillet 2000 contre l'équipe des Samoa.
- Saison disputée en équipe nationale : 2000